# دان بيرك
دان بيرك (بالإنجليزية: Dan Burke)‏ هو لاعب كرة قاعدة أمريكي، ولد في 28 أكتوبر 1868 في أبينغتون في الولايات المتحدة، وتوفي في 20 مارس 1933 في تونتون في الولايات المتحدة.

## وصلات خارجية
- دان بيرك على موقعبيزبول رفرنس.كوم (الدوري الرئيسي) (الإنجليزية)
- دان بيرك على موقعبيزبول رفرنس.كوم (الدوري الثانوي) (الإنجليزية)